# Alfred Zulkowski
Alfred Zulkowski (12. srpna 1940, Wismar - 19. října 1989, Wismar) byl východoněmecký fotbalový brankář.

## Fotbalová kariéra
V východoněmecké oberlize chytal za Vorwärts Berlin, nastoupil ve 169 ligových utkáních. S týmem Vorwärts Berlin vyhrál třikrát východoněmeckou oberligu a v roce 1970 východoněmecký fotbalový pohár. V Poháru mistrů evropských zemí nastoupil ve 12 utkáních a v Poháru vítězů pohárů nastoupil v 6 utkáních. Za reprezentaci Východního Německa (NDR) nastoupil v roce 1962 v přátelském utkání s Guineou.

## Ligová bilance
| Ročník          | Zápasy | Góly | Klub                |
| --------------- | ------ | ---- | ------------------- |
| I. liga 1962/63 | 12     | 0    | ASK Vorwärts Berlin |
| I. liga 1963/64 | 8      | 0    | ASK Vorwärts Berlin |
| I. liga 1964/65 | 17     | 0    | ASK Vorwärts Berlin |
| I. liga 1965/66 | 12     | 0    | Vorwärts Berlin     |
| I. liga 1966/67 | 26     | 0    | Vorwärts Berlin     |
| I. liga 1967/68 | 19     | 0    | Vorwärts Berlin     |
| I. liga 1968/69 | 26     | 0    | Vorwärts Berlin     |
| I. liga 1969/70 | 26     | 0    | Vorwärts Berlin     |
| I. liga 1970/71 | 23     | 0    | Vorwärts Berlin     |
| CELKEM I. liga  | 169    | 0    |                     |